# Pierre Bertholon de Saint-Lazare
 Pierre Bertholon de Saint-Lazare (21 de octubre de 1741 - 21 de abril de 1800) fue un físico francés y miembro de la Sociedad de Ciencias de Montpellier. Era conocido por sus experimentos sobre electricidad.

## Publicaciones
- De l’électricité du corps humain dans l’état de santé et de maladie (1780)
- De l’électricité des végétaux 1783
- De l’électricité des météores. 1787